# قطن بن علي الجبري
ٱلسُّلۡطَانُ قَطَنُ بۡنُ عَلِيٍّ ٱلۡجَبۡرِيُّ تاسع حُكَّام الدولة الجبرية، تولى حُكم الدولة خلفًا للسُّلطان ناصر بن مُحمَّد الجبري من سنة 930 هـ/ 1524 م حتى سنة 931 هـ/ 1525 م.
يُعتبر تولي السُّلطان قطن حُكم الدولة نهاية حُكم ذرية السُّلطان أجود بن زامل حيث بدأت ذرية الأمير هلال بن زامل في تولي حُكم الدولة بدايةً من عهد السُّلطان قطن بن علي حتى سقوط الدولة.

### فهرس المراجع
منشورات
عربيَّة
1. ↑  الخالدي (2011)، ص. 43.

### بيانات المراجع (مُرتَّبة حسب تاريخ النشر)
الكُتُب
العربيَّة
- خالد بن عزام بن حمد الخالدي؛ إيمان بنت خالد الخالدي (2011). السلطنة الجبرية: في نجد و شرق الجزيرة العربية (ط. 1). بيروت: الدار العربية للموسوعات. ISBN:978-9953-563-16-9. LCCN:2011332519. OCLC:705005796. OL:25365932M. QID:Q120997896.

| ألقاب ملكية       | ألقاب ملكية              | ألقاب ملكية     |
| ----------------- | ------------------------ | --------------- |
| سبقه ناصر بن مُحمَّد | سُلطان الجبور 1524 - 1525 | تبعه عليُّ بن قطن |